# Carsluith Castle

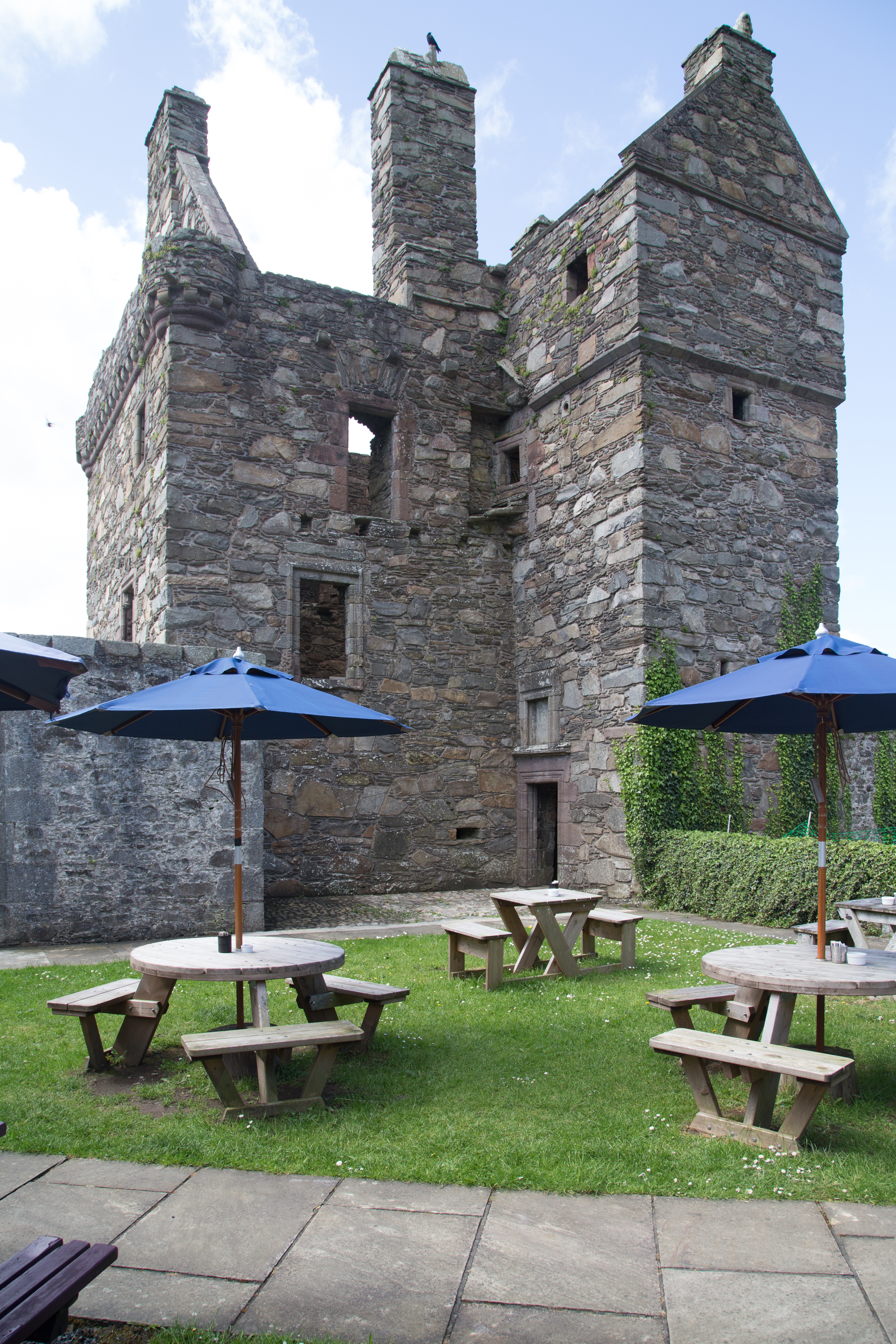
Carsluith Castle

Carsluith Castle ist ein Tower House nahe der schottischen Ortschaft Carsluith in der Council Area Dumfries and Galloway. 1971 wurde das Bauwerk in die schottischen Denkmallisten in der höchsten Denkmalkategorie A aufgenommen. 2017 wurde das Bauwerk in die Kategorie C herabgestuft. Des Weiteren ist es als Scheduled Monument klassifiziert.

## Geschichte
Es war die dem niederen Landadel entstammende Familie Cairns, welche das Tower House gegen Ende des 15. Jahrhunderts errichtete. 1568 ging der Wehrturm in den Besitz des Clans Broun, auch Brown, über. Sie erweiterten um diese Zeit den einst länglichen zu einem L-förmigen Grundriss. Zu den Besitzern zählte mit Gilbert Brown auch der letzte katholische Abt der Sweetheart Abbey. Als 1748 das letzte Familienmitglied nach Indien emigrierte, erwarb Alistair Johnston Carsluith Castle. Seit 1913 befindet sich der Wehrturm in Staatsbesitz. Er ist heute nur noch als Ruine erhalten.

## Beschreibung

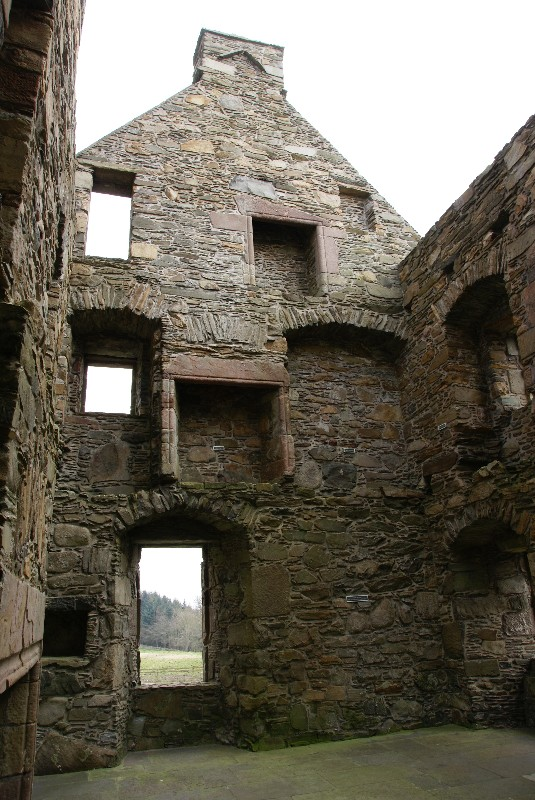
Innenansicht

Carsluith Castle liegt isoliert zwischen der Wigtown Bay und der A75 wenige hundert Meter südöstlich von Carsluith. Das dreistöckige Bauwerk mit L-förmigem Grundriss ist mit Ausnahme des Daches und der Zwischenböden weitgehend erhalten. Das Mauerwerk besteht aus grob behauenem Bruchstein, wobei Gebäudeöffnungen mit rötlichem Sandstein ausgemauert sind. Oberhalb des Portals im Gebäudeinnenwinkel ist eine Wappenplatte mit dem Wappen der Brouns und dem Baujahr 156* eingelassen. An den Gebäudekanten sind verschiedentlich Überreste von Ecktourellen erhalten. In die giebelständigen Kamine sind groteske Motive graviert. Das ehemals aufsitzende Haus ist nicht erhalten.
Das ebenerdige Steingewölbe ist in zwei Räume untergliedert, die ungewöhnlicherweise durch zwei Fenster beleuchtet werden. Eine Wendeltreppe führt in die Obergeschosse. Im ersten Obergeschoss befinden sich die große Halle sowie eine Küche. Diese ungewöhnliche Anordnung ist ein weiteres Indiz für einen Anbau im 16. Jahrhundert. Anhand von Überresten können eine hölzerne Trennwand sowie zwei offene Kamine im zweiten Obergeschoss nachgewiesen werden.